# Oscar 1972
Cea de-a 44-a ediție de decernare a premiilor Oscar a avut loc pe 10 aprilie 1972 la Dorothy Chandler Pavilion, Los Angeles. Gazdele spectacolului au fost Helen Hayes, Alan King, Sammy Davis, Jr. și Jack Lemmon. Unul dintre cele mai emoționante momente ale serii a fost apariția lui Betty Grable care se lupta cu cancerul la acea vreme. A fost una dintre ultimele ei apariții publice. A prezentat împreună cu cântărețul Dick Haynes premiul pentru cea mai bună coloană sonoră. Grable a murit în 1973. 
În lista "Cele mai mari 25 de nedreptăți ale premiilor Oscar" alcătuită în 2009 de către Entertainment Weekly, s-a regăsit și omiterea lui Malcolm McDowell de a fi măcar nominalizat pentru rolul Alex DeLarge din filmul lui Stanley Kubrick, Portocala mecanică.
Charlie Chaplin a primit Premiul Onorific Oscar pentru întreaga sa carieră și a avut parte de cea mai lungă ovație a audienței de la o gală de decernare a premiilor Oscar.

## Cel mai bun film
- Filiera franceză
- Portocala mecanică
- Fiddler on the Roof
- Ultimul spectacol cinematografic
- Nicholas and Alexandra

## Cel mai bun regizor
- William Friedkin - Filiera franceză
- Stanley Kubrick - Portocala mecanică
- Norman Jewison - Fiddler on the Roof
- Peter Bogdanovich - Ultimul spectacol cinematografic
- John Schlesinger - Sunday Bloody Sunday

## Cel mai bun actor
- Gene Hackman - Filiera franceză
- Topol - Fiddler on the Roof
- George C. Scott - The Hospital
- Walter Matthau - Kotch
- Peter Finch - Sunday Bloody Sunday

## Cea mai bună actriță
- Jane Fonda - Klute
- Vanessa Redgrave - Mary, Queen of Scots
- Julie Christie - McCabe and Mrs. Miller
- Janet Suzman - Nicholas and Alexandra
- Glenda Jackson - Sunday Bloody Sunday

## Cel mai bun actor în rol secundar
- Ben Johnson - Ultimul spectacol cinematografic
- Leonard Frey - Fiddler on the Roof
- Roy Scheider - Filiera franceză
- Jeff Bridges - Ultimul spectacol cinematografic
- Richard Jaeckel - Sometimes a Great Notion

## Cea mai bună actriță în rol secundar
- Cloris Leachman - Ultimul spectacol cinematografic
- Ann-Margret - Carnal Knowledge
- Margaret Leighton - The Go-Between
- Ellen Burstyn - Ultimul spectacol cinematografic
- Barbara Harris - Who Is Harry Kelleman and Why Is He Saying Those Terrible Things About Me?

## Cel mai bun film străin
- Il giardino dei Finzi-Contini (Italia)
- HaShoter Azoulay (Israel)
- Dodesukaden (Japonia)
- Utvandrarna (Suedia)
- Tchaikovsky (URSS)

## Cel mai bun scenariu adaptat
- Ernest Tidyman - Filiera franceză
- Stanley Kubrick - Portocala mecanică
- Bernardo Bertolucci - The Conformist
- Ugo Pirro și Vittorio Bonecelli - Il giardino dei Finzi-Contini
- Larry McMurtry și Peter Bogdanovich - Ultimul spectacol cinematografic

## Cel mai bun scenariu original
- Paddy Chayefsky - The Hospital
- Ugo Pirro și Elio Petri - Investigation of a Private Citizen
- Andy Lewis și Dave Lewis - Klute
- Herman Raucher - Summer of '42
- Penelope Gilliatt - Sunday Bloody Sunday